# Калакукко

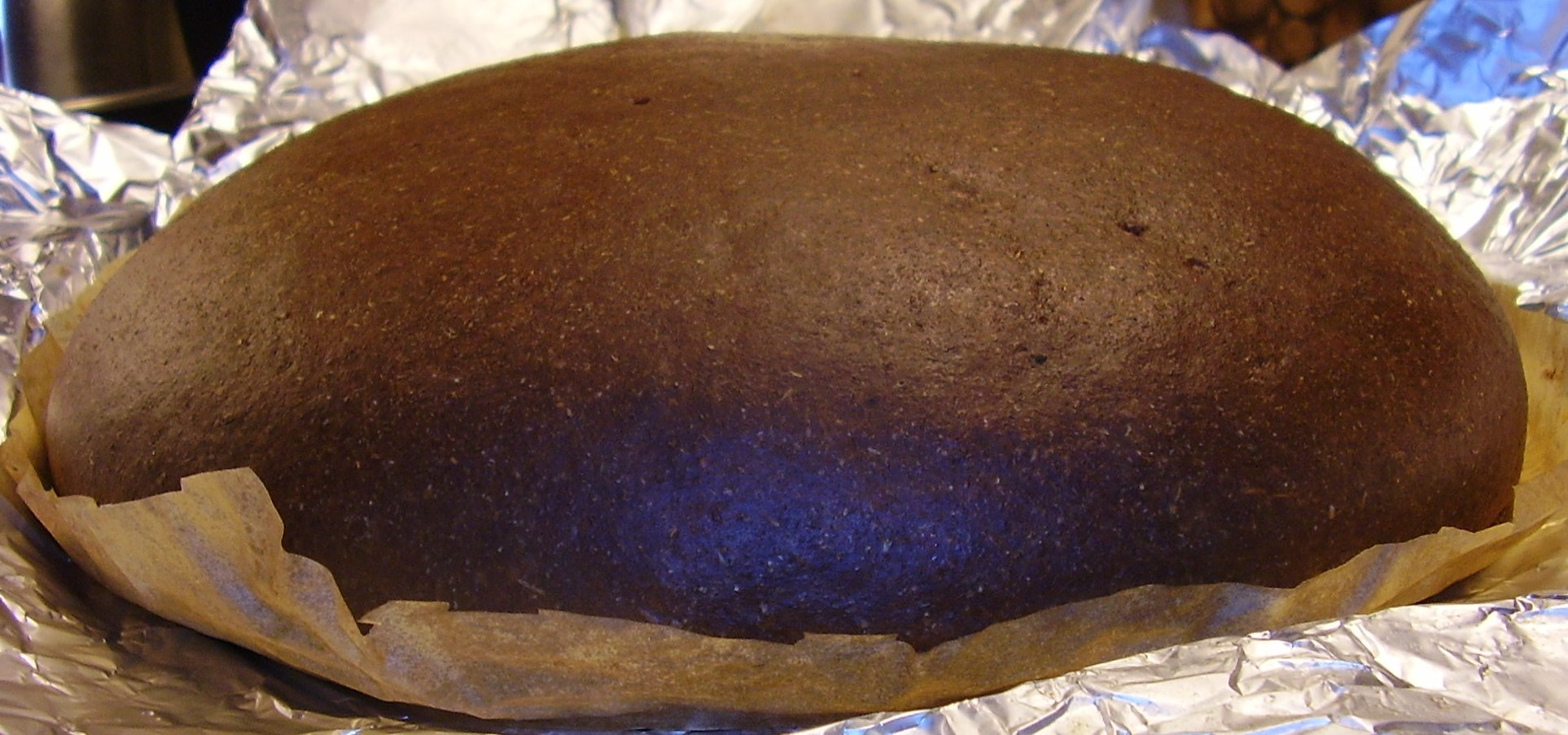
Готовий пиріг калакукко

Калакукко (фін. kalakukko) ― традиційна страва національної фінської кухні, що походить із фінського регіону Саво. У липні 2002 року калакукко був зареєстрований як гарантований традиційний продукт Європейського Союзу.
При приготуванні калакукко всередині оболонки із житнього тіста запікають рибу та свиняче сало. Цей пиріг випікається у духовці або печі, традиційно у хлібній печі, протягом 5–7 годин.
У 1953 році знято фінську кінокомедію «Літаючий калакукко» ― таку ж назву має зображений у ній швидкий потяг, що сполучає міста Гельсінкі та Куопіо.
Власне у Куопіо калакукко має найбільшу популярність. Це місто є має низку пекарень, які виробляють калакукко, а також тут проходить щорічне змагання із випікання цього пирога.

## Етимологія назви
Слово «кукко» (фін. kukko) / «калакукко» (фін. kalakukko) здавна відоме як назва загорнутої у тісто випічки у діалектах фінської мови приблизно на півночі від умовної лінії Виборг–Рааге.
Щодо етимології назви цього пирога існує низка теорій. Компонент «кала» (фін. kala) означає фінською рибу. Втім досі точаться суперечки, чи може слово «кукко» мати те саме лінгвістичне походження, що і фінська назва півня — також kukko, але як можливе походження цієї назви допускають і слово kukku — «вершина, пагорб», тобто мається на увазі форма пирога, яка нагадує невеличкий пагорб. Згідно з іншою версією, назва пирога асоціюється із пакуванням та сховуваннями, тобто може походити і від фінського слова kukkaro — «гаманець».
У 2008 році дослідник Мікко Бентлін у своєму дослідженні зазначив, що компонент «кукко» не має спільного походження із омонімічною назвою для півня. Це слово, на його думку, є запозиченням із нижньонімецької мови від слова, яке є відповідником стандартного німецького слова Kuchen — «пиріг, торт».

## Види

### Калакукко регіону Саво

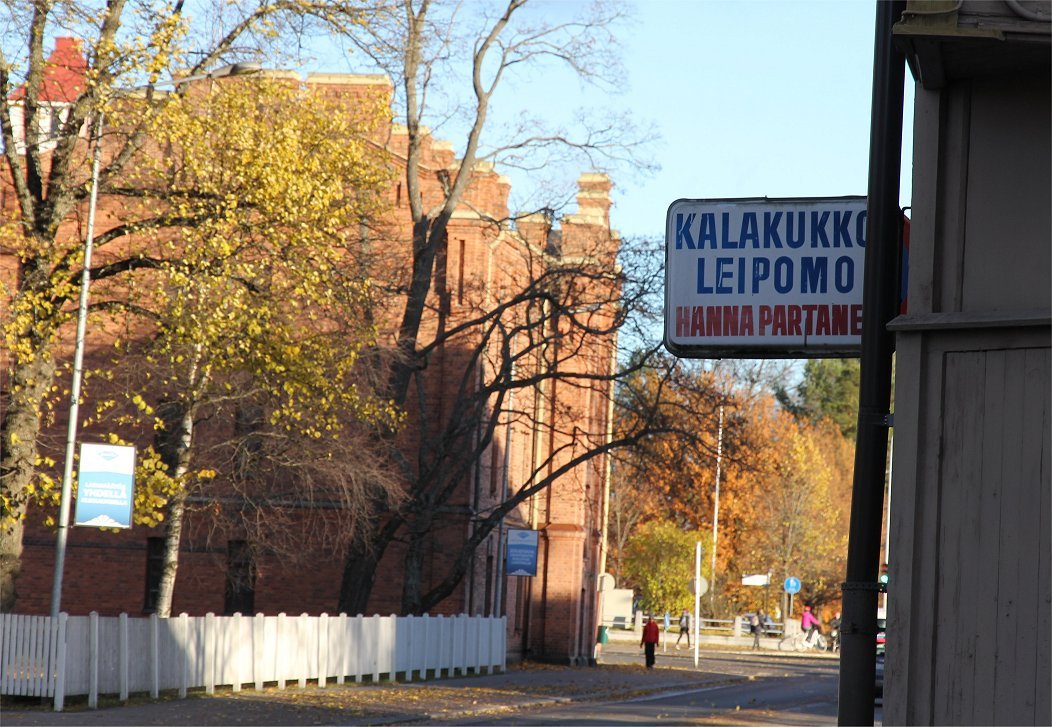
Вивіска відомої пекарні Ханни Партанен, яка випікає калакукко, у місті Куопіо

Зокрема через міграції населення пиріг калакукко став відомим і за межами регіону Саво.
Цей пиріг подається як гарячим, так і холодним, і традиційно його верхню частину змащують вершковим маслом.
Щодо розрізання калакукко існує дві протилежні думки. За однією із них у верхній частині пирога вирізається круглий отвір або тісто, яке вкриває пиріг, розрізається по спіралі по мірі споживання пирога, тобто спочатку з'їдається тісто, а потім відкривається доступ до начинки. Згідно із другою думкою, пиріг нарізається скибками, які містять як тісто, так і начинку. Таким чином частіше нарізають калакукко на півночі регіону Саво.
Також існує дві думки щодо головного інгредієнту калакукко: перша стверджує, що пиріг треба робити з ряпушки (фін. muikku), а друга ― що з окуня (фін. ahven). Залежно від виду риби ці пироги називаються муйккукукко (фін. muikkukukko) та ахвенкукко (фін. ahvenkukko) відповідно.

### Калакукко регіону Юлікайнуу
У Суомуссалмі, Куусамо та Біломорській Карелії калакукко із Саво був невідомим до 1950-х рр. У цих регіонах його готували іншим чином: на розкатане житнє тісто викладали слабосолену рибу ― здебільшого сига ― та закривали її вільними краями тіста; таким чином верхівка пирога лишалася відкритою. Час випікання такого пирога залежить лише від часу готовності тіста та риби, тобто він є набагато коротшим у порівнянні із часом випікання калакукко із Саво. У такому пирозі рибʼячі кістки не встигали розмʼякшитися, тому рибу треба було очищати від них традиційним способом, але тісто було на смак таким самим, як і у традиційного калакукко.

### Калакукко у горщику та інші
Пиріг також може бути приготований і в горщику, коли тістом обкладають його дно та стінки. У такому випадку він називається «патакукко» або «куппікукко» (від фін. pata ― горщик та kuppi ― чашка відповідно). Також існує версія під назвою «ріпакукко» (від фін. ripa ― ручка), коли зв'язану із лози петлю вставляють у тісто на кшталт ручки для відкриття.
У наш час калакукко існує і у консервованому вигляді.

## Пекарня Ханни Партанен
Пекарня Ханни Партанен (1891–1969) у Куопіо, яка випікала калакукко, була найвідомішим подібним закладом Фінляндії свого часу. ЇЇ відвідували багато відомий гостей, зокрема як президент Фінляндії Урго Кекконен, так і американські та совєтські лідери. Ця пекарня і досі випікає калакукко вручну із фінських інгредієнтів за тією самою адресою (вул. Касармікату 15). Наразі нею керує онук Ханни, Лаурі Партанен, а на роботі у пекарні перебувають від 10 до 20 осіб залежно від пори року.

## Інші страви, подібні до калакукко
Найближчим до калакукко є північнокарельский пиріг ланттукукко, головним інгредієнтом для начинки якого є бруква (фінською lanttu). На сході Фінляндії подібні пироги традиційно готують також із м'ясом та картоплею.